# Polystichum constrictum
Polystichum constrictum là một loài dương xỉ trong họ Dryopteridaceae. Loài này được Marshall, Gard. mô tả khoa học đầu tiên năm 1895.
Danh pháp khoa học của loài này chưa được làm sáng tỏ. 